# ミドルパークステークス
ミドルパークステークス（Middle Park Stakes）は、イギリスのニューマーケット競馬場で行われる競馬の競走である。
イギリスを代表する2歳戦で、この競走の上位馬は翌年の2000ギニーの中心的存在とみられるようになる。
1866年に創設され、イギリスでグループ制が採用された1970年からは最高格のG1に位置づけられている。

## 概要
イギリスの2歳戦は、春にシーズンが始まり、6月のダービーと同時に本格化する。6月から秋にかけて、各地で2歳戦が行われ、様々な重賞が行われるが、これらのほとんどは別定戦である。したがって重賞を勝てば勝つほどより重い斤量を背負うことになる。
ミドルパークステークスはシーズンの終盤に行われる定量戦で、これまで各地で重賞を勝った2歳馬が集い、平等な条件で争うことで、2歳チャンピオンを決める競走として定着してきた。1970年にイギリスでグループ制が始まると、デューハーストステークス、オブザーバーゴールドカップとともに最高格のG1に格付けされた。
ミドルパークステークスで上位になったものは、翌年の2000ギニーの中心的存在とみられるようになる。ミドルパークステークスを勝って翌年2000ギニーを制したものでいちばん古いのは、プリンスチャーリー（Prince Charlie、1872年の2000ギニー優勝馬）で、最近では＊ロドリゴデトリアーノ（1992年の2000ギニー優勝馬）がいる。
そのほか、過去の主な勝馬には4頭の三冠馬（アイシングラス、プリティポリー、サンチャリオット、バーラム）、18戦17勝のブリガディアジェラード、イギリスの種牡馬チャンピオン（オーム、セントフラスキン、テトラテマ、バヤルド）など、イギリス競馬史上の重要馬が並んでいる。
2010年までは、秋のニューマーケット競馬場のケンブリッジシャー開催で行われていた。
2011年にイギリス競馬で行われた秋競馬の再編成にともなって、「2歳戦の日」として創設されたフューチャー・チャンピオンズデーの中核競走の一つとなった。
2015年からはケンブリッジシャー開催の中核競走となる。

### 沿革
- 1866年：ミドルパークプレート（Middle Park Plate）として創設
- 1922年：ミドルパークステークス（Middle Park Stakes）に改称
- 1939年,1941-43年：第二次世界大戦の影響で、ニューマーケット競馬場のジュライコースで行われる。
- 1940年：第二次世界大戦の戦禍を避け、ニューミドルパークステークス（New Middle Park Stakes）としてノッティンガム競馬場で代替開催
- 1970年：イギリスでグループ制導入に伴いG1に格付けされる
- 2003年：1位入線のThree Valleysが薬物検査陽性のため失格。Balmontが繰り上がり優勝
- 2011年：フューチャー・チャンピオンズデーに組み込まれる
- 2015年：ケンブリッジシャー開催に組み込まれる

### 創設とミドルパークスタッド
ミドルパークステークスは1866年にウィリアム・ブレンキロン（William Blenkiron、1807?-1871）が1000ポンドの資金を提供して創設した。これは民間のスポンサーのついた競走として最初期のものである。ブレンキロンの目論見は、早熟なスピード馬を生産して売ることにあり、この競走の創設によって、そうした馬の買い手を増やすことを狙っていた。こうした彼の商業主義的な生産手法から、ブレンキロンは最初期のマーケットブリーダーであると見做されている。「ミドルパーク」という名称は、ブレンキロンが所有していたミドルパーク牧場（スタッド、Middle Park Stud）に由来する。
ブレンキロンはヨークシャーの農夫だったが、ロンドンに出て事業に成功し、その財で1852年にケント州エルサムでミドルパーク牧場を開設した。そこでの生産馬の代表格は、カラクタカス（Caractacus、1862年イギリスダービー馬）、ハーミット（Hermit、1867年イギリスダービー馬）、ゲイモス（Gamos、1870年イギリスオークス馬）である。ブレンキロンは自ら生産するだけではなく、セリ市で高額で馬を買うことでも知られていた。特に高額だったのは、ダービーとオークスに勝った牝馬ブリンクボニー（Blink Bonny）、イギリス三冠馬グラディアトゥール（Gladiateur）、ダービー馬ブレアーアソール（Blair Athol）である。これらは皆、ミドルパーク牧場に繋養された。
ミドルパークステークスは、創設から1921年まで、「ミドルパークプレート」という名称だった。「プレート競走」というのは、賞金を主催者が供出して保証するタイプのレースである。1922年からは「ミドルパークステークス」になった。「ステークス競走」は、出走を希望する馬主が事前に供託した登録料の総和が賞金となるタイプのレースである。

### 牝馬の出走
創設以来、牡馬と牝馬が出走できる競走で、過去にはプリティポリー、サンチャリオットといった三冠牝馬や、翌年の1000ギニーに勝つフレア（Flair、日本輸入種牡馬ガロンの母）といった優勝馬も出ている。
しかし、1942年にナスルーラを破って優勝したリボン（Ribbon)を最後に、第二次世界大戦以降は牝馬の優勝はなく、1987年からは牡馬限定戦となった。
なお、ミドルパークステークスと対になっている2歳牝馬の6ハロンのG1レースがチェヴァリーパークステークスである。

### 2011年のイギリス競馬の再編成とフューチャー・チャンピオンズデー
ミドルパークステークスは、秋（9月末から10月初旬）にニューマーケット競馬場で開かれる「ケンブリッジシャー開催」で行われてきた。この開催では、ミドルパークステークスと対を成す形で、2歳牝馬のG1チェヴァリーパークステークス（6ハロン）も行われていた。
2011年にイギリス競馬界で秋の競馬スケジュールの大幅な見直しが行われ、これに伴ってミドルパークステークスも時期が変わることになった。
イギリスの競走体系では、シーズン最後の大レースとして10月後半にニューマーケット競馬場で行われるチャンピオンステークス（約2012m）で一年を締めくくるというのが、イギリスの一流馬にとっての平均的なスケジュールだった。ところが、10月1週にフランスで行われる凱旋門賞や、その後に行われるアメリカのブリーダーズカップ、アジアのジャパンカップ、香港国際カップなどが高額賞金で一流馬を呼び寄せるようになると、チャンピオンステークスに一流馬が集結するという従来の価値が維持できなくなっていった。
そこでイギリスでは、チャンピオンステークスの復権のために賞金の大幅な積み増しと競馬番組の大掛かりな変更を行った。100年以上にわたりニューマーケット競馬場の秋開催の最大の呼び物だったチャンピオンステークスをアスコット競馬場に移転し、ブリーダーズカップを範として、一日でさまざまなカテゴリーの大レースをまとめて開催する「ブリティッシュ・チャンピオンズデー」を10月下旬に創設した。（詳細はチャンピオンステークス参照）
秋の最大の看板競走を放出したニューマーケット競馬場には、その代償として、主要な2歳戦をまとめて開催する「フューチャー・チャンピオンズデー」が10月中旬に創設された。この日には、従来ケンブリッジシャー開催（9月下旬から10月初旬）で行っていたミドルパークステークス、従前のチャンピオンズデーに開催していたデューハーストステークス、2歳牝馬のG1フィリーズマイルなど、複数の2歳重賞が行われることになった。
これらの「ブリティッシュ・チャンピオンズデー」・「フューチャー・チャンピオンズデー」の創設はまだ始まったばかりであり、2012年、2013年、2014年と変更が重ねられている。フューチャー・チャンピオンズデーとチャンピオンズデーは、当初は2週間の間を隔てて行われたが、2014年に再びスケジュールの見直しが行われ、2014年10月17日にニューマーケット競馬場でフューチャー・チャンピオンズデーが、10月18日にアスコット競馬場でブリティッシュ・チャンピオンズデーを行い、これらをあわせて「英国チャンピオンズウィークエンド」となることが決まっている。フューチャー・チャンピオンズデーの中身もG1フィリーズマイルとG2ロックフェルステークスが入れ替えられるなど、まだ定着していない。
2015年からは9月下旬の開催となり、チェヴァリーパークステークスと同日開催となるとともにフューチャー・チャンピオンズデーから外れて、ケンブリッジシャー開催に組み込まれることになった。

## ミドルパークステークスと各国

### アメリカとの関連
ミドルパークステークスを勝って、その後アメリカの代表的な2歳戦であるブリーダーズカップへ転戦したものとしては、2001年の＊ヨハネスブルグ、2008年のブッシュレンジャー、2011年のクルセイド（Crusade）がいる。芝コースで行われるヨーロッパの競馬に対し、ダートコースで行われるアメリカ競馬へ参戦した結果は、各馬で明暗を分けている。
ヨハネスブルグは、アイルランドのフィーニクスステークス（G1）、フランスのモルニ賞（G1）、イギリスのミドルパークステークス（G1）と、ヨーロッパ主要国の代表的な2歳G1戦を勝って、アメリカへ渡り、ダートで行われるブリーダーズカップジュヴェナイルも勝ってしまった。この結果ヨハネスブルグは、全欧・全米2歳チャンピオンに選出された。
2008年優勝馬のブッシュレンジャーはフィーニクスステークスは3着だったが、モルニ賞とミドルパークステークスに勝ってブリーダーズカップジュヴェナイルに参戦した。現地では3番人気に支持されたが、12頭中11着に大敗している。
2011年の優勝馬クルセイドもミドルパークステークスのあとブリーダーズカップジュヴェナイルに転戦した。9番人気とあまり人気がなかったが、6着に入っている。
フューチャーチャンピオンデイ創設と時期を前後して、2007年からはイギリスの主要2歳戦がアメリカのブリーダーズカップチャレンジシリーズに指定され、勝つとブリーダーズカップ2歳戦への優先出走権が与えられることになった。
ミドルパークステークスの場合には、2012年からBCジュヴェナイルジュヴェナイルスプリントへの優先出走権が与えられたが、2012・2013年の優勝馬はアメリカ遠征を行わず、BCジュヴェナイルスプリントのほうが2013年を最後に廃止になってしまった。
同じフューチャーチャンピオンデイのデューハーストステークスのほうは、従前より時期が前倒しになったことで、デューハーストステークスのあとブリーダーズカップへ転戦することが容易になった。デューハーストステークスを勝つと、BCジュヴェナイルターフの優先出走権が得られることになっているが、デューハーストステークス優勝馬でこの権利を行使したものはいない。しかし2011年から2013年までの3年連続でヨーロッパ馬がBCジュヴィナイルターフを勝っており、うち2頭はヨーロッパで重賞未勝利、2012年と2013年はデューハーストステークスの3着馬である。

### 日本との関連
優勝馬の中で最初に日本へ種牡馬として輸入されたのは1951年優勝のキングスベンチ（King's Bench）である。キングスベンチはミドルパークステークスのほか、3歳になってセントジェームズパレスステークスにも勝った。日本では、1952年に外国からの種牡馬の輸入が解禁となり、キングスベンチはその第一弾として輸入された種牡馬の1頭である。キングスペンチは1953年から種牡馬として供用されたが、これといった活躍馬を送り出すことはなかった。
活躍馬を出した輸入種牡馬でいちばん古いものは1953年にミドルパークステークスを勝ち、1955年に輸入されたロイヤルチャレンヂャー（Royal Challenger）である。ロイヤルチャレンヂャーの1963年生まれの産駒スピードシンボリは、1960年代の日本を代表する名競走馬になった。
一方、ミドルパークステークス優勝馬の子で日本で最初に活躍したものの1頭は、1952年優勝のニアルーラ（Nearula）の子キューピットである。キューピットは持ち込み馬で、スピードを活かして活躍し、阪神牝馬特別など9勝をあげた。キューピットは繁殖牝馬として大成功し、後年「華麗なる一族」と呼ばれる牝系の祖になった。
そのほか1950年代から1970年代まで、ミドルパークステークスの優勝馬は続々と日本へ輸入され、その多くは成功した。主なものでは、
- ヴェンチア（Venture） - タカエノカオリ（桜花賞）、クライムカイザー（日本ダービー）
- グスタフ（Gustav） - プレストウコウ（菊花賞）
- スパニッシュイクスプレス（Spanish Express） - アローエクスプレス（最優秀3歳牡馬）
- ハンターコム（Huntercombe） - ダイナコスモス（皐月賞）
- テュデナム（Tudenham） - ホスピタリティ（NARグランプリ特別賞）
- スティールハート（Steel Heart） - ニホンピロウイナー（最優秀スプリンター3回）、タカラスチール（マイルチャンピオンシップ）

このほかこの時期の輸入種牡馬のうち、スカイマスター、クロケット、ハバット、カジュンが重賞勝馬を出している。
1980年代にはこうした動きは一段落したが、のちに輸入されたロドリゴデトリアーノ、ヨハネスブルグともに日本で種牡馬として成功をおさめている。

## 歴代優勝馬
- 「＊」は日本輸入馬。国際レース出走などの一時的なものも含む。
- 馬名のあとに記号つくものは下記の通り。
  - 「★」…翌年の2000ギニー優勝馬
  - 「◎」…翌年のダービー優勝馬

| 回数    | 施行日        | 優勝馬                     | タイム  | 優勝騎手                   | 管理調教師                   |
| ------- | ------------- | -------------------------- | ------- | -------------------------- | ---------------------------- |
| 第1回   | 1866年        | The Rake                   |         |                            |                              |
| 第2回   | 1867年        | Green Sleeve               |         |                            |                              |
| 第3回   | 1868年        | Pero Gomez                 |         |                            |                              |
| 第4回   | 1869年        | Frivolity                  |         |                            |                              |
| 第5回   | 1870年        | Albert Victor              |         |                            |                              |
| 第6回   | 1871年        | Prince Charlie★            |         |                            |                              |
| 第7回   | 1872年        | Surinam                    |         |                            |                              |
| 第8回   | 1873年        | Newry                      |         |                            |                              |
| 第9回   | 1874年        | Plebeian                   |         |                            |                              |
| 第10回  | 1875年        | Petrarch★                  |         |                            |                              |
| 第11回  | 1876年        | Chamant★                   |         |                            |                              |
| 第12回  | 1877年        | Beauclerc                  |         |                            |                              |
| 第13回  | 1878年        | Peter                      |         |                            |                              |
| 第14回  | 1879年        | Beaudesert                 |         |                            |                              |
| 第15回  | 1880年        | St Louis                   |         |                            |                              |
| 第16回  | 1881年        | Kermesse                   |         |                            |                              |
| 第17回  | 1882年        | Macheath                   |         |                            |                              |
| 第18回  | 1883年        | Busybody                   |         |                            |                              |
| 第19回  | 1884年        | Melton◎                    |         |                            |                              |
| 第20回  | 1885年        | Minting                    |         |                            |                              |
| 第21回  | 1886年        | Florentine                 |         |                            |                              |
| 第22回  | 1887年        | Friar's Balsam             |         |                            |                              |
| 第23回  | 1888年        | Donovan                    |         |                            |                              |
| 第24回  | 1889年        | Signorina                  |         |                            |                              |
| 第25回  | 1890年        | Gouverneur                 |         |                            |                              |
| 第26回  | 1891年        | Orme                       |         |                            |                              |
| 第27回  | 1892年        | Isinglass★◎                |         |                            |                              |
| 第28回  | 1893年        | Ladas◎                     |         |                            |                              |
| 第29回  | 1894年        | Speedwell                  |         |                            |                              |
| 第30回  | 1895年        | St Frusquin                |         |                            |                              |
| 第31回  | 1896年        | Galtee More★◎              |         |                            |                              |
| 第32回  | 1897年        | Dieudonne                  |         |                            |                              |
| 第33回  | 1898年        | Caiman                     |         |                            |                              |
| 第34回  | 1899年        | Democrat                   |         |                            |                              |
| 第35回  | 1900年        | Floriform                  |         |                            |                              |
| 第36回  | 1901年        | Minstead                   |         |                            |                              |
| 第37回  | 1902年        | Flotsam                    |         |                            |                              |
| 第38回  | 1903年        | Pretty Polly               |         |                            |                              |
| 第39回  | 1904年        | Jardy                      |         |                            |                              |
| 第40回  | 1905年        | Flair                      |         |                            |                              |
| 第41回  | 1906年        | Galvani                    |         |                            |                              |
| 第42回  | 1907年        | Lesbia                     |         |                            |                              |
| 第43回  | 1908年        | Bayardo                    |         |                            |                              |
| 第44回  | 1909年        | Lemberg◎                   |         |                            |                              |
| 第45回  | 1910年        | Borrow                     |         |                            |                              |
| 第46回  | 1911年        | Absurd                     |         |                            |                              |
| 第47回  | 1912年        | Craganour                  |         |                            |                              |
| 第48回  | 1913年        | Corcyra                    |         |                            |                              |
| 第49回  | 1914年        | Friar Marcus               |         |                            |                              |
| 第50回  | 1915年        | Argos                      |         |                            |                              |
| 第51回  | 1916年        | North Star                 |         |                            |                              |
| 第52回  | 1917年        | Benevente                  |         |                            |                              |
| 第53回  | 1918年        | Stefan the Great           |         |                            |                              |
| 第54回  | 1919年        | Tetratema★                 |         |                            |                              |
| 第55回  | 1920年        | Monarch                    |         |                            |                              |
| 第56回  | 1921年        | Golden Corn                |         |                            |                              |
| 第57回  | 1922年        | Drake                      |         |                            |                              |
| 第58回  | 1923年        | Diophon★                   |         |                            |                              |
| 第59回  | 1924年        | Picaroon                   |         |                            |                              |
| 第60回  | 1925年        | Lex                        |         |                            |                              |
| 第61回  | 1926年        | Call Boy◎                  |         |                            |                              |
| 第62回  | 1927年        | Pharamond                  |         |                            |                              |
| 第63回  | 1928年        | Costaki Pasha              |         |                            |                              |
| 第64回  | 1929年        | Press Gang                 |         |                            |                              |
| 第65回  | 1930年        | Portlaw                    |         |                            |                              |
| 第66回  | 1931年        | Orwell★                    |         |                            |                              |
| 第67回  | 1932年        | Felicitation               |         |                            |                              |
| 第68回  | 1933年        | Medieval Knight            |         |                            |                              |
| 第69回  | 1934年        | Bahram★◎                   |         |                            |                              |
| 第70回  | 1935年        | Abjer                      |         |                            |                              |
| 第71回  | 1936年        | Fair Copy                  |         |                            |                              |
| 第72回  | 1937年        | Scottish Union             |         |                            |                              |
| 第73回  | 1938年        | Foxbrough                  |         |                            |                              |
| 第74回  | 1939年        | Djebel★                    |         |                            |                              |
| 第75回  | 1940年        | Hyacinthus                 |         |                            |                              |
| 第76回  | 1941年        | Sun Chariot                |         |                            |                              |
| 第77回  | 1942年        | Ribbon                     |         |                            |                              |
| 第78回  | 1943年        | Orestes                    |         |                            |                              |
| 第79回  | 1944年        | Dante◎                     |         |                            |                              |
| 第80回  | 1945年        | Khaled                     |         |                            |                              |
| 第81回  | 1946年        | Saravan                    |         |                            |                              |
| 第82回  | 1947年        | The Cobbler                |         |                            |                              |
| 第83回  | 1948年        | Abernant                   |         |                            |                              |
| 第84回  | 1949年        | Masked Light               |         |                            |                              |
| 第85回  | 1950年        | Big Dipper                 |         |                            |                              |
| 第86回  | 1951年        | ＊キングスベンチ           |         |                            |                              |
| 第87回  | 1952年        | Nearula★                   |         |                            |                              |
| 第88回  | 1953年        | ＊ロイヤルチャレンヂャー   |         |                            |                              |
| 第89回  | 1954年        | ＊アワバブー               |         |                            |                              |
| 第90回  | 1955年        | Buisson Ardent             |         |                            |                              |
| 第91回  | 1956年        | Pipe of Peace              |         |                            |                              |
| 第92回  | 1957年        | Major Portion              |         |                            |                              |
| 第93回  | 1958年        | Masham                     |         |                            |                              |
| 第94回  | 1959年        | ＊ヴェンチア               |         |                            |                              |
| 第95回  | 1960年        | ＊スカイマスター           |         |                            |                              |
| 第96回  | 1961年        | ＊グスタフ                 |         |                            |                              |
| 第97回  | 1962年        | ＊クロケット               |         |                            |                              |
| 第98回  | 1963年        | Showdown                   |         |                            |                              |
| 第99回  | 1964年        | ＊スパニッシュイクスプレス |         |                            |                              |
| 第100回 | 1965年        | Track Spare                |         |                            |                              |
| 第101回 | 1966年        | Bold Lad                   |         |                            |                              |
| 第102回 | 1967年        | Petingo                    |         |                            |                              |
| 第103回 | 1968年        | Right Tack★                |         |                            |                              |
| 第104回 | 1969年        | Huntercombe                |         |                            |                              |
| 第105回 | 1970年        | Brigadier Gerard★          |         |                            |                              |
| 第106回 | 1971年        | Sharpen Up                 |         |                            |                              |
| 第107回 | 1972年        | ＊テュデナム               |         |                            |                              |
| 第108回 | 1973年        | ＊ハバット                 |         |                            |                              |
| 第109回 | 1974年        | ＊スティールハート         |         |                            |                              |
| 第110回 | 1975年        | ＊ヒッタイトグローリー     |         |                            |                              |
| 第111回 | 1976年        | Tachypous                  |         |                            |                              |
| 第112回 | 1977年        | Formidable                 | 1:11.20 | パット・エデリー           | Peter Walwyn                 |
| 第113回 | 1978年        | ＊ジュニアス               | 1:11.00 | レスター・ピゴット         | ヴィンセント・オブライエン   |
| 第114回 | 1979年        | Known Fact★                | 1:13.30 | ウィリー・カーソン         | Jeremy Tree                  |
| 第115回 | 1980年        | ＊マタボーイ               | 1:13.30 | ウィリー・カーソン         | Jeremy Tree                  |
| 第116回 | 1981年        | ＊カジュン                 | 1:16.49 | レスター・ピゴット         | ヘンリー・セシル             |
| 第117回 | 1982年        | Diesis                     | 1:13.36 | レスター・ピゴット         | ヘンリー・セシル             |
| 第118回 | 1983年        | Creag-an-Sgor              | 1:13.24 | スティーブ・コーゼン       | Charlie Nelson               |
| 第119回 | 1984年        | Bassenthwaite              | 1:13.58 | パット・エデリー           | Jeremy Tree                  |
| 第120回 | 1985年        | Stalker                    | 1:12.12 | ジョー・マーサー           | Peter Walwyn                 |
| 第121回 | 1986年        | Mister Majestic            | 1:13.75 | レイ・コクレーン           | Robert Williams              |
| 第122回 | 1987年        | Gallic League              | 1:13.95 | スティーブ・コーゼン       | バリー・ヒルズ               |
| 第123回 | 1988年        | Mon Tresor                 | 1:12.27 | Michael Roberts            | Ron Boss                     |
| 第124回 | 1989年        | Balla Cove                 | 1:11.04 | スティーブ・コーゼン       | Ron Boss                     |
| 第125回 | 1990年        | Lycius                     | 1:10.14 | キャッシュ・アスムッセン   | アンドレ・ファーブル         |
| 第126回 | 1991年        | ＊ロドリゴデトリアーノ★    | 1:11.11 | ウィリー・カーソン         | ピーター・チャップルハイアム |
| 第127回 | 1992年        | ＊ザイーテン               | 1:11.28 | スティーブ・コーゼン       | André Fabre                  |
| 第128回 | 1993年        | First Trump                | 1:11.28 | スティーブ・コーゼン       | André Fabre                  |
| 第129回 | 1994年        | Fard                       | 1:11.36 | ウィリー・カーソン         | David Morley                 |
| 第130回 | 1995年        | Royal Applause             | 1:11.14 | ウォルター・スウィンバーン | バリー・ヒルズ               |
| 第131回 | 1996年        | Bahamian Bounty            | 1:11.95 | マイケル・キネーン         | David Loder                  |
| 第132回 | 1997年        | Hayil                      | 1:12.39 | Richard Hills              | David Morley                 |
| 第133回 | 1998年        | Lujain                     | 1:14.74 | Frankie Dettori            | David Loder                  |
| 第134回 | 1999年        | Primo Valentino            | 1:12.83 | パット・エデリー           | Peter Harris                 |
| 第135回 | 2000年        | Minardi                    | 1:12.83 | パット・エデリー           | Peter Harris                 |
| 第136回 | 2001年        | ＊ヨハネスブルグ           | 1:11.73 | マイケル・キネーン         | エイダン・オブライエン       |
| 第137回 | 2002年        | Oasis Dream                | 1:09.61 | Jimmy Fortune              | John Gosden                  |
| 第138回 | 2003年        | Balmont                    | 1:09.61 | Jimmy Fortune              | John Gosden                  |
| 第139回 | 2004年        | Ad Valorem                 | 1:12.19 | キーレン・ファロン         | エイダン・オブライエン       |
| 第140回 | 2005年        | Amadeus Wolf               | 1:12.36 | Neil Callan                | Kevin Ryan                   |
| 第141回 | 2006年        | Dutch Art                  | 1:14.07 | Frankie Dettori            | ピーター・チャップルハイアム |
| 第142回 | 2007年        | Dark Angel                 | 1:12.08 | Michael Hills              | バリー・ヒルズ               |
| 第143回 | 2008年        | Bushranger                 | 1:12.08 | Michael Hills              | バリー・ヒルズ               |
| 第144回 | 2009年        | Awzaan                     | 1:10.11 | Richard Hills              | Mark Johnston                |
| 第145回 | 2010年        | Dream Ahead                | 1:10.11 | Richard Hills              | Mark Johnston                |
| 第146回 | 2011年        | Crusade                    | 1:10.75 | Seamie Heffernan           | エイダン・オブライエン       |
| 第147回 | 2012年        | Reckless Abandon           | 1:11.06 | Gérald Mossé               | Clive Cox                    |
| 第148回 | 2013年        | Astaire                    | 1:12.33 | Neil Callan                | Kevin Ryan                   |
| 第149回 | 2014年        | Charming Thoughts          | 1:13.01 | William Buick              | Charlie Appleby              |
| 第150回 | 2015年        | Shalaa                     | 1:11.92 | Frankie Dettori            | John Gosden                  |
| 第151回 | 2016年        | The Last Lion              | 1:12.13 | Joe Fanning                | Mark Johnston                |
| 第152回 | 2017年        | U S Navy Flag              | 1:12.44 | Seamie Heffernan           | エイダン・オブライエン       |
| 第153回 | 2018年        | Ten Sovereigns             | 1:10.04 | Donnacha O'Brien           | エイダン・オブライエン       |
| 第154回 | 2019年        | Earthlight                 | 1:09.31 | ミカエル・バルザローナ     | アンドレ・ファーブル         |
| 第155回 | 2020年        | Supremacy                  | 1:09.73 | Adam Kirby                 | Clive Cox                    |
| 第156回 | 2021年        | Perfect Power              | 1:11.32 | クリストフ・スミヨン       | Richard Fahey                |
| 第157回 | 2022年        | Blackbeard                 | 1:12.02 | ライアン・ムーア           | エイダン・オブライエン       |
| 第158回 | 2023年9月30日 | Vandeek                    | 1:10.76 | ジェームズ・ドイル         | Simon & Ed Crisford          |
| 第159回 | 2024年9月28日 | Shadow Of Light            | 1:12.29 | ウィリアム・ビュイック     | チャーリー・アップルビー     |

#### 基礎資料
- IFHA（国際競馬統括機関連盟）Vision.Ae Middle Park Stakes

#### 歴代結果
- Galopp-Sieger Middle Park Stakes (ex 'Middle Park Plate')
- Throughbred Heritage Middle Park Stakes
- レーシング・ポスト:
  - 1988, 1989, 1990, 1991, 1992, 1993, 1994, 1995, 1996, 1997
  - 1998, 1999, 2000, 2001, 2002, 2003, 2004, 2005, 2006, 2007
  - 2008, 2009, 2010, 2011, 2012, 2013, 2014, 2015, 2016, 2017
  - 2018, 2019, 2020, 2021, 2022, 2023, 2024

#### 解説
- HRUK Middle Park Stakes History
- FRIXO Middle Park Stakes
- Betting-Directory Middle Park Stakes
- HorseRacingUK Middle Park Stakes